# شبی دوازده‌ساله
شبی دوازده‌ساله (اسپانیایی: La noche de 12 años‎) فیلمی درام ساخت ۲۰۱۸ اروگوئه و به کارگردانی آلوارو برچنر است. این فیلم منتخب هفتاد و پنجمین جشنواره بین‌المللی ونیز شد و به عنوان نامزد اروگوئه برای بهترین فیلم خارجی‌زبان به نود و یکمین دوره جوایز اسکار معرفی شد، اما نامزد برگزیدهٔ آن نشد. این فیلم در چهلمین جشنواره بین‌المللی فیلم قاهره برنده جایزه هرم طلایی شد.
این فیلم در مورد حبس ۱۲ سالهٔ اعضای گروه توپاماروهاست، گروه چریکی شهری چپی که در دهه ۱۹۶۰ و ۱۹۷۰ فعال بود و ۹ نفر از آنها بین سالهای ۱۹۷۲ و ۱۹۸۵ به عنوان «گروگان» نگهداری شدند.
چندین شخصیت فیلم نمایشی از افراد واقعی است. از جمله خوزه موجیکا که از سال ۲۰۱۰ تا ۲۰۱۵ چهلمین رئیس‌جمهور اروگوئه شد.

## بازیگران
- آنتونیو دو لا توره در نقش خوزه موجیکا
- چینو داران در نقش موریسیو روزنسف
- آلفونسو تورت در نقش Eleuterio Fernández Huidobro
- سزار ترونکوزو در نقش نظامی
- سولداد بیژامیل در نقش روان‌پزشک
- سزار بوردون